# Wings Over Jordan Choir
Wings Over Jordan Choir (WOJC) was in de jaren dertig tot vijftig een Afro-Amerikaans gospelkoor in Cleveland. Het koor maakte geschiedenis door hun vroege radio-uitzendingen en bracht als eerste de klassieker Amen uit die later vaak gecoverd werd.

## Biografie
Het WOJC werd in 1935 opgericht door Glenn T. Settle, een predikant van de  Gethsemane Baptist Church in Cleveland. Hij geloofde erin dat 'zwarte' spirituele gospelmuziek kon bijdragen aan het verspreiden van het christelijk geloof. Vanaf 1937 was de muziekgroep wekelijks te horen in het programma Negro Hour op het station WGAR dat verbonden was aan CBS Radio. De naam  Wings Over Jordan Choir werd pas in 1938 voor het eerst gebruikt.
In de tien jaar die volgden was het koor wekelijks en in sommige tijden ook dagelijks te horen. Hiermee was dit het eerste fulltime Afro-Amerikaanse koor in de VS. De radio-uitzendingen waren in veertig Amerikaanse staten te horen maar ook erbuiten, zoals in Canada, Mexico en vijf Europese landen. Tijdens de Tweede Wereldoorlog bezocht het koor de geallieerde soldaten met behulp van sponsorgelden van de United Service Organizations (USO).
Daarnaast bracht het koor muziekboeken uit en bracht het als eerste het traditionele gospellied Amen uit op een plaat. Het koor trad verder op met grote symfonie-orkesten en gaf een optreden in het Witte Huis. Het viel meermaals in de prijzen en ontving bijvoorbeeld de Peabody Award.
Bekende leden van het koor waren bijvoorbeeld Wynona Carr, Thurston Frazier, Ron Townson (later bij de Fifth Dimension) en Elizabeth Knight (de moeder van Gladys Knight).

## Discografie
WOJC bracht de volgende platen uit:
- Wings over Jordan (jaren veertig)
- Amen (1949, 1953)
- Wings Over Jordan Choir (ca. 1958/1959)
- Wings Over Jordan Choir (opgenomen tijdens sessie in 1946)